# Jacó
Jacó – miasto w Kostaryce, w prowincji Puntarenas, nad Oceanem Spokojnym.